# The Unlucky Bridegroom
The Unlucky Bridegroom è un cortometraggio muto del 1908 diretto da Lewin Fitzhamon.

## Trama
Uno sposo riesce a prendere un treno dopo averlo inseguito in bicicletta, in auto e con un carrello.

## Produzione
Il film fu prodotto dalla Hepworth.

## Distribuzione
Distribuito dalla Hepworth, il film - un cortometraggio di 137 minuti - uscì nelle sale cinematografiche britanniche nel dicembre 1908.
Si conoscono pochi dati del film che, prodotto dalla Hepworth, fu distrutto nel 1924 dallo stesso produttore, Cecil M. Hepworth. Fallito, in gravissime difficoltà finanziarie, il produttore pensò in questo modo di poter almeno recuperare il nitrato d'argento della pellicola.